# When Seconds Count
When Seconds Count – szósty longplay zespołu Survivor, drugi z Jimim Jamisonem wydany w roku 1986. Hitem okazał się singiel "Is This Love", który dotarł do 9 miejsca na Billboard Hot 100. 

## Spis utworów
1. "How Much Love" - 3:58
2. "Keep It Right Here" (Jamison, Peterik, Sullivan) - 4:28
3. "Is This Love" - 3:42
4. "Man Against the World" (Jamison, Peterik, Sullivan) - 3:35
5. "Rebel Son" (Jamison, Peterik, Sullivan) - 4:37
6. "Oceans" - 4:39
7. "When Seconds Count" - 4:05
8. "Backstreet Love Affair" - 4:01
9. "In Good Faith" (Jamison, Peterik, Sullivan) - 4:22
10. "Can't Let You Go" - 4:42

## Skład
- Jimi Jamison: wokal
- Marc Droubay: perkusja
- Jim Peterik: keyboard
- Frankie Sullivan: gitara
- Stephan Ellis: gitara basowa